# Patricia Schlesinger

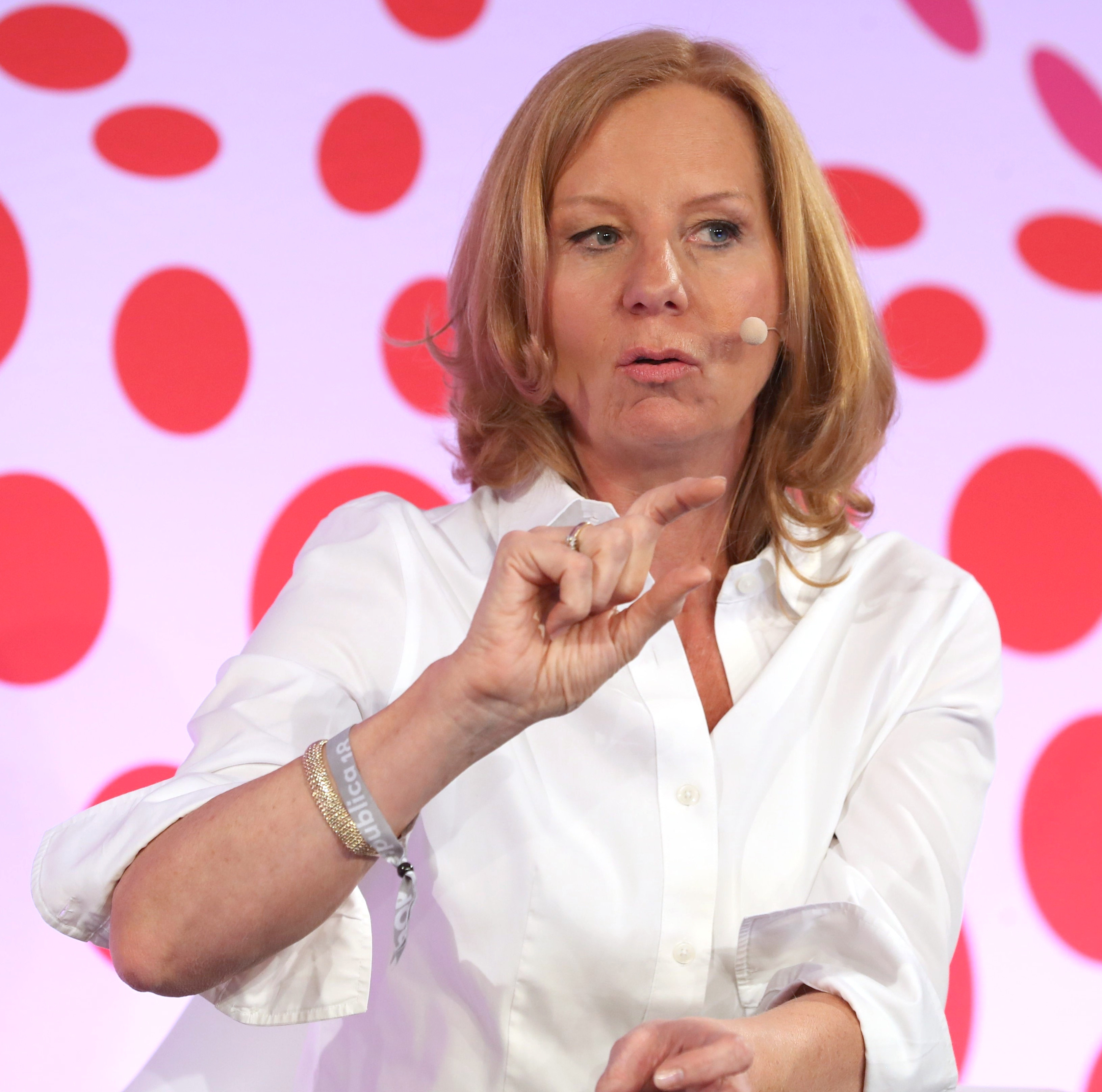
Patricia Schlesinger (2018)

Patricia Schlesinger (* 14. Juli 1961 in Hannover) ist eine deutsche Journalistin und Fernsehmoderatorin. Vom 1. Juli 2016 bis zum 8. August 2022 war sie Intendantin des Rundfunks Berlin-Brandenburg (RBB), vom 1. Januar 2022 bis zum 4. August 2022 zudem Vorsitzende der ARD und vom 6. Juni 2019 bis zum 14. August 2022 Aufsichtsratsvorsitzende der Degeto Film GmbH. Sie trat als Intendantin zurück, nachdem zahlreiche Vorwürfe der Vorteilsnahme und Vetternwirtschaft öffentlich geworden waren. Die Generalstaatsanwaltschaft hat wegen der Bedeutung der Sache die strafrechtlichen Ermittlungen übernommen.

## Leben und Wirken

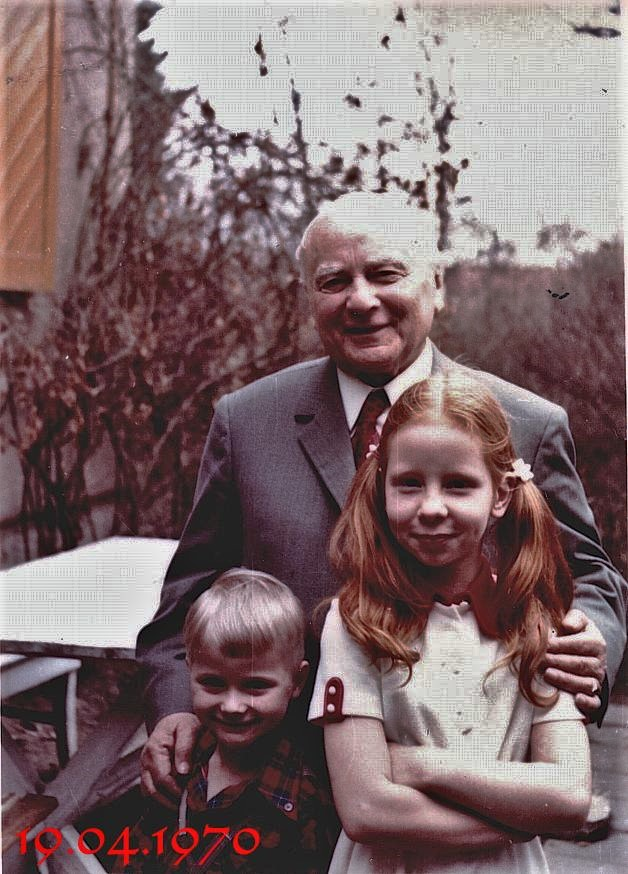
Patricia Schlesinger mit ihrem Großvater Artur Schlesinger und seinem Enkel Alexander (1970)

Schlesingers Vater Peter Schlesinger floh in den 1950er Jahren aus der DDR und war Direktor bei der Preussag. Ihr Großvater Artur Schlesinger war ein Widerstandskämpfer und später als Politiker der DDR-Blockpartei LDPD Volkskammerabgeordneter und sächsischer Gesundheitsminister; ihre Urgroßmutter Rieke Schlesinger starb 1942 im Konzentrationslager Theresienstadt.
Schlesinger besuchte das Gymnasium Bad Nenndorf und machte 1980 Abitur. Anschließend studierte sie Wirtschaftsgeographie, Politikwissenschaft sowie Sozial- und Wirtschaftsgeschichte an der Universität Hamburg. Währenddessen war sie 1983 freie Mitarbeiterin beim NDR und beim Hamburger Abendblatt. 1984 setzte sie ihr Studium in Aix-en-Provence fort.
Nach dem Diplom in Hamburg absolvierte Schlesinger 1988/89 ein Volontariat beim NDR; 1990 wurde sie Reporterin des ARD-Magazins Panorama.
Von 1995 bis 1997 war sie Leiterin des ARD-Auslandsstudios in Singapur, wo sie für die Berichte aus zwölf Ländern Südostasiens zuständig war. 1997 kehrte Schlesinger zurück und übernahm bis Ende Juni 2001 die Moderation von Panorama. Zugleich war sie ab 1999 Leiterin der Auslandsredaktion Fernsehen. Sie war auch häufig beim Satire-Magazin extra 3 zu sehen und moderierte mehrere ARD-Brennpunkte. Im August 2001 wechselte Schlesinger als Nachfolgerin von Robert Hetkämper als Auslandskorrespondentin ins ARD-Studio Washington. 2004 kehrte sie nach Hamburg zurück und wurde Leiterin der Abteilung Ausland und Aktuelles beim NDR. Ihr Ehemann, der Journalist Gerhard Spörl, war in dieser Zeit USA-Korrespondent des Spiegels in Washington und wurde nach der gemeinsamen Rückkehr nach Hamburg von Januar 2005 bis 2010 Ressortleiter Ausland in der Hamburger Spiegel-Zentrale. Schlesinger übernahm im März 2006 die Leitung der NDR-Abteilung Dokumentation und Reportage des Programmbereichs Kultur. Ab 7. Mai 2007 war sie die Leiterin des Programmbereichs Kultur und Dokumentation.
Im April 2016 wurde Schlesinger nach sechs Wahlgängen zur Intendantin des RBB gewählt. Ihr Gegenkandidat war Theo Koll. Sie trat ihr Amt am 1. Juli 2016 an.  Am 10. September 2020 wurde sie ohne Gegenkandidaten für eine zweite Amtszeit gewählt. Am 6. Juni 2019 wurde sie als Nachfolgerin von Lutz Marmor zur Aufsichtsratsvorsitzenden der ARD-Produktionsfirma Degeto Film gewählt. Am 1. Januar 2022 übernahm sie von Tom Buhrow als erste RBB-Intendantin das Amt der ARD-Vorsitzenden. Schlesinger gab am 4. August 2022 den ARD-Vorsitz und am 7. August 2022 den RBB-Vorsitz vorzeitig wieder ab. Am 14. August 2022 wurde sie aus dem Degeto-Aufsichtsrat abberufen.
Am 22. Juli 2025 gab die Agentur Stella Circle bekannt, sie sei ab sofort als Beraterin im Unternehmen tätig.

## Ermittlungen und Entlassung als RBB-Intendantin 2022
Am 23. Juni 2022 berichtete das Wirtschaftsmagazin Business Insider erstmals über verschiedene Vorwürfe, die am 15. August 2022 zur Abberufung Schlesingers als Intendantin des RBB durch den Rundfunkrat und am 22. August zur fristlosen Entlassung durch den Verwaltungsrat führten.
Der Verwaltungsrat des RBB genehmigte unter Führung von Wolf-Dieter Wolf der Intendantin 2021 eine Erhöhung ihres Gehalts um 16 Prozent auf 303.000 Euro, zusätzlich soll sie 2021 im Rahmen variabler Gehaltsbestandteile „mehr als 20.000 Euro“ erhalten haben. (Zum Vergleich: Die anderen ARD-Intendanten erhalten zum Zeitpunkt der Recherchen zur Affäre zwischen 281.000 Euro (Radio Bremen) und 413.000 Euro (WDR) und jeweils keine variablen Gehaltsbestandteile.) Schlesingers Gehalt wurde allein mit dem Chefkontrolleur ohne den Verwaltungsrat ausgehandelt.
Als dies im Sommer 2022 bekannt wurde, wurde Unmut unter den freien Mitarbeitern des Senders laut, bei denen gespart worden war. Außerdem wurden geschäftliche Verbindungen zwischen Schlesingers Ehemann und dem Verwaltungsratschef des RBB kritisiert und ihr Vetternwirtschaft vorgeworfen.
Mitte Juli 2022 gaben die RBB-Revision und die Compliance-Beauftragte des RBB eine externe Prüfung durch die Kanzlei Lutz Abel in Auftrag. Die Landesrechnungshöfe von Berlin und Brandenburg teilten mit, dass sie beabsichtigen, den RBB gemeinsam zu prüfen. Der Rechnungshof Berlin hatte den RBB zuletzt 2018 geprüft. In dessen Jahresbericht 2018 kritisierte er den RBB unter anderem für übermäßige Gehaltserhöhungen und Sonderzahlungen.
Der Hauptausschuss des Brandenburger Landtages führte am 19. Juli eine Sondersitzung mit dem Tagesordnungspunkt Beraterverträge und Spesenaffäre im Zusammenhang mit der RBB-Intendantin durch. Dazu waren die RBB-Führung mit Intendantin, Friederike von Kirchbach als Vorsitzende des Rundfunkrates, Wolf-Dieter Wolf als Verwaltungsratschef bzw. Dorette König als Vizechefin des Verwaltungsrats geladen. Die RBB-Führung erschien nicht zur Sondersitzung. Dies führte zu massiver Kritik im Parlament.
Kurze Zeit später wurde bekannt, dass Schlesinger einen luxuriösen Miet-Dienstwagen vom Typ Audi A8 mit Sonderausstattung wie Massagesitzen hatte – Listenpreis rund 145.000 Euro. Der Hersteller hatte ihr dafür einen Rabatt von 70 Prozent eingeräumt. Schlesinger durfte ihren Dienstwagen und die Leistungen der beiden Chauffeure auch privat nutzen; andere ARD-Intendanten hingegen nicht. Auch Freunde und Familienangehörige nutzten den Wagen. Auch die Abrechnung von dienstlichen Abendessen in ihrer Berliner Privatwohnung wird inzwischen geprüft.
Am 4. August 2022 trat Schlesinger mit sofortiger Wirkung als ARD-Vorsitzende zurück. Sie hatte das Amt am 1. Januar 2022 angetreten; die Amtszeit dauert in der Regel zwei Jahre. Ihre Geschäfte übernahm vorübergehend der Intendant des WDR, Tom Buhrow. Am 7. August 2022 trat sie auch als RBB-Intendantin zurück. Am 8. August 2022 gab die Staatsanwaltschaft Berlin bekannt, dass sie Ermittlungen wegen des Verdachts der Untreue (§ 266 StGB) und der Vorteilsannahme (§ 331 StGB) gegen Schlesinger aufgenommen hat. Am 11. August 2022 wurde bekannt, dass die Generalstaatsanwaltschaft Berlin wegen der „Bedeutung der Sache“ die Ermittlungen übernommen habe. Die Polizeipräsidentin von Berlin, Barbara Slowik, erklärte zu einem abgerechneten Dienstessen in Schlesingers Wohnung am 12. Februar 2022, dass es „keine Anhaltspunkte“ für ein berufliches Treffen gegeben habe. Es wurde auch bekannt, dass der Umbau der Chefetage des RBB insgesamt 1,4 Millionen Euro gekostet haben soll.
Schlesingers Dienstverhältnis wurde am 15. August 2022 mit sofortiger Wirkung beendet. Unklar ist bisher, ob sie eine Abfindung bekommt. Am 22. August 2022 gab der RBB-Verwaltungsrat die fristlose Entlassung Schlesingers bekannt, wodurch sie ihre Pensionsansprüche verlor.
Schlesinger will mit dem Anwalt Ralf Höcker gegen die Abberufung vorgehen. Am 26. August 2022 wurde sie aufgrund der RBB-Affäre aus dem Verwaltungsrat des Deutschlandradios abberufen und durch Yvette Gerner, die Intendantin von Radio Bremen, ersetzt.
Auch der Norddeutsche Rundfunk untersucht nach Medienangaben Vorwürfe aus der Zeit von Schlesinger bei diesem Sender. Untersucht wird eine Produktion von 2016, die Schlesinger verantwortete und für die ihr Mann das Drehbuch geschrieben hatte.
Die Affäre führte zu einer Debatte über die Zukunft von Organisation und Finanzierung des öffentlich-rechtlichen Rundfunks in Deutschland. Der RBB-Medienexperte Jörg Wagner sah darin „die stärkste Krise des öffentlich-rechtlichen Rundfunks“ der letzten 30 Jahre. Die Sender NDR und WDR reagierten darauf mit Überlegungen zur Verbesserung der Aufsicht und weiterer Compliance-Maßnahmen. Die Unionsparteien CDU/CSU forderten aufgrund der RBB-Affäre Anfang September 2022 eine Rundfunkreform.
Im Februar 2023 wurde bekannt, dass Schlesinger ab Mai 2017 von Bernhard Schodrowski für einen Tagessatz von 1000 Euro beraten wurde, um sie mit wichtigen Persönlichkeiten der Hauptstadt zu vernetzen. Der RBB zahlte fast 15.000 Euro an Schodrowski, obwohl es nur eine mündliche Vereinbarung gab und keinen richtigen Beratervertrag. Schodrowski war damals Partner der Grünen Wirtschaftssenatorin Ramona Pop, seit Juli 2022 Chefin des Verbraucherzentrale Bundesverbands. Pop schlug kurz vorher RBB-Verwaltungsratschef Wolf-Dieter Wolf als neuen Aufsichtsratschef der landeseigenen Messe Berlin vor. Wolf seinerseits vermittelte den Kontakt von Schodrowski zu Schlesinger.
Im April 2023 wurde bekannt, dass Schlesinger zwischen 2016 und 2022 mehr als ein halbes Dutzend Privatreisen dienstlich abgerechnet hatte. Teils trug der RBB auch Kosten für begleitende Familienmitglieder. Prüfer fanden für Reisen nach San Francisco, Los Angeles, Tel Aviv, London, Oslo, Tokyo und Zürich keine „dienstliche Veranlassung“ und sahen einen „Verstoß gegen die Reisekostenordnung“. Schlesinger klagt vor dem Landgericht Berlin auf sofortige Auszahlung ihres Ruhegeldes in Höhe von 18.400 Euro pro Monat, die ihr laut Dienstvertrag unmittelbar nach Ausscheiden zustehen. Der RBB will das Ruhegeld zumindest bis zum Renteneintrittsalter nicht zahlen. Noch im April forderte der RBB von Schlesinger 250.000 Euro unrechtmäßig erhaltene Bonuszahlungen und Spesenerstattungen z. B. für angebliche Privatreisen auf RBB-Kosten zurück.
Im Juli 2023 klagte der RBB gegen sie, um die Betriebsrente zu streichen. Aufgrund der Menge der Verfehlungen, die sich auf Dienstwagen, Verschwendung, Vergütung, Abendessen, Dienstreisen und den ehemaligen Verwaltungsratsvorsitzenden Wolf-Dieter Wolf beziehen, sieht man die Möglichkeit, dies vor Gericht zu erreichen.
Der Prozess vor dem Berliner Landgericht II sollte ursprünglich am 20. November 2024 beginnen, wurde jedoch auf den 15. Januar 2025 verschoben und mündete zunächst in einem Mediationsverfahren. Anfang Juni 2025 wurde bekannt, dass die außergerichtliche Einigung scheiterte. In dem angestrengten Verfahren kam das Gericht am 16. Juli 2025 zu dem Urteil, „der Rundfunk Berlin-Brandenburg (RBB) muss […] Schlesinger das von ihr geforderte monatliche ‚Ruhegeld‘ von rund 18.300 Euro zunächst nur für einen Monat zahlen.“ Schlesinger wurde grundsätzlich zu einer Schadenersatzzahlung wegen Pflichtverletzungen bei den variablen Bezahlungen und ARD-Zulagen für Mitarbeiter an den RBB in noch unbekannter Höhe verpflichtet. Die Höhe der Schadenersatzzahlung muss in einer späteren Entscheidung festgestellt werden. Schlesinger muss zudem rund 24.000 Euro wegen Pflichtverletzungen im Zusammenhang mit der Nutzung von Dienstwagen und Reisekosten an den RBB zahlen.

## Privatleben
Schlesinger ist seit 1999 mit dem Journalisten Gerhard Spörl verheiratet und Mutter einer Tochter (* 2000).